# Tanner Moor
Tanner Moor este o arie protejată (arie specială de conservare — SAC, sit de importanță comunitară — SCI) din Austria întinsă pe o suprafață de 124,24 ha, integral pe uscat.

## Localizare
Centrul sitului Tanner Moor este situat la coordonatele 48°30′25″N 14°51′55″E / 48.5069°N 14.8653°E.

## Înființare
Situl Tanner Moor a fost declarat sit de importanță comunitară în februarie 1995 pentru a proteja 1 specie de animale. Situl a fost protejat și ca arie specială de conservare în decembrie 2021.

## Biodiversitate
Situată în ecoregiunea continentală, aria protejată conține 3 habitate naturale: Mlaștini oligotrofe degradate, capabile încă de regenerare naturală, Mlaștini împădurite, Păduri acidofile de Picea de la nivel montan la nivel alpin (Vaccinio-Piceetea).
La baza desemnării sitului se află o specie protejată de  nevertebrate: Carabus menetriesi pacholei.